# Бодров Сергій Сергійович
Сергі́й Сергі́йович Бодро́в (рос. Серге́й Серге́евич Бодро́в; 27 грудня 1971, Москва, Росія — 20 вересня 2002, Кармадонська ущелина, Північна Осетія) — російський режисер, актор, сценарист. Виконавець головних ролей у фільмах «Кавказький полонений», «Брат», «Стрінгер», «Схід-Захід», «Брат 2» і «Ведмежий поцілунок», ведучий телепрограми «Погляд» та проєкту «Останній герой». Пропав безвісти разом зі знімальною групою під час сходу льодовика Колка в Кармадонській ущелині, де проходили зйомки фільму «Зв'язковий». Син сценариста та кінорежсера Сергія Бодрова-старшого.

## Біографія
Сергій Бодров-молодший народився 27 грудня 1971 року в Москві. Батько — режисер Сергій Володимирович Бодров, мати — Валентина Миколаївна, мистецтвознавець.
Закінчив школу № 1265 м. Москви з поглибленим вивченням французької мови.
З 1989 по 1994 роки навчався на відділенні історії мистецтва історичного факультету МГУ імені М. В. Ломоносова, спеціалізуючись на живопису венеціанського Відродження. 1998 року захистив дисертацію на тему «Архітектура у венеціанському живопису епохи Відродження» і отримав ступінь кандидата мистецтвознавства.
У 1996–1999 був ведучим програми «Погляд» на російському телебаченні.
У 1990-ті—2000-ні роки був одним із найбільш упізнаваних російських акторів, запам'ятавшись глядачам як виконавець головної ролі Данила Багрова у фільмах «Брат» (1997) та Брат 2 (2000) режисера Олексія Балабанова.
Ймовірно,  загинув під час сходу льодовика Колка в Кармадонській ущелині Північної Осетії 20 вересня 2002 року, на самому початку зйомок фільму «Зв'язковий».